# Шифр с автоключом

Квадрат Виженера для использования шифра с автоключом

Шифр с автоключом (также известный как шифр автоклава) — шифр, который включает сообщение (открытый текст) в ключ. Ключ генерируется из сообщения в автоматическом режиме, иногда путем выбора определенных букв из текста или, чаще всего, путем добавления короткого первичного ключа в начало сообщения.
Существуют две формы шифра c автоключом: ключевой и текстовый шифры с автоключом. Ключевой шифр с автоключом использует предыдущие элементы ключевого потока для определения следующего элемента в ключевом потоке. Текстовый шифр с автоключом использует предыдущий текст сообщения для определения следующего элемента в ключевом потоке.
В современной криптографии самосинхронизирующие потоковые шифры — шифры с автоключом.

## История
Первый шифр с автоключом был изобретён Джироламо Кардано и содержал фатальный дефект. Как много шифров с автоключом, он использовал открытый текст для шифрования; однако, поскольку не было никакого дополнительного ключа, намеченному получателю не будет легче читать сообщение, чем кому-либо ещё, кто знает, что шифр используется.

## Метод
Шифр с автоключом, используемый членами Американской Ассоциации Криптограмм, начинается с относительно короткого ключевого слова, и добавляет к нему сообщение. Поэтому, если ключевым словом является «QUEENLY», а сообщение «ATTACK AT DAWN», ключ будет «QUEENLYATTACKATDAWN». 
```
Plaintext:  ATTACK AT DAWN...
Key:        QUEENL YA TTACK AT DAWN....
Ciphertext: QNXEPV YT WTWP...
```

Таким образом, сообщение с шифротекстом будет «QNXEPVYTWTWP».
Чтобы расшифровать сообщение, получатель начнёт с повторной записи согласованного ключа ...
```
QUEENLY
```

Затем они возьмут первую букву ключа Q и найдут эту строку в своей tabula recta. Затем они просматривали бы этот столбец для первой буквы зашифрованного текста, а также Q в этом случае и извлекали письмо наверху. Теперь они добавляют это письмо в конец своего ключа:
```
QUEENLYA
```

Затем они продолжают, следующая буква в ключе — U, а следующая буква в зашифрованном тексте - N, поэтому они просматривают строку U, чтобы найти N и получить T:
```
QUEENLYAT
```

И так до тех пор, пока весь ключ не будет реконструирован. Затем они могут удалить первичный ключ с самого начала.